# Allobaccha elegans
Allobaccha elegans är en tvåvingeart som först beskrevs av Enrico Adelelmo Brunetti 1915.  Allobaccha elegans ingår i släktet Allobaccha och familjen blomflugor. Inga underarter finns listade i Catalogue of Life.